# Padang Matinggi (Batang Onang)
Padang Matinggi is een bestuurslaag in het regentschap Padang Lawas Utara van de provincie Noord-Sumatra, Indonesië. Padang Matinggi telt 145 inwoners (volkstelling 2010).